# Janusz Ziółkowski (astronom)
Janusz Ziółkowski (ur. w 1942 w Grójcu) – polski astronom, profesor doktor habilitowany.

## Życiorys
W latach 1971–2016 pracował w  Centrum Astronomicznym im. Mikołaja Kopernika Polskiej Akademii Nauk w Warszawie. Habilitację uzyskał w zakresie astronomii, w dziedzinie nauk fizycznych w 1985 roku, tytuł profesora otrzymał w 2015 roku, obecnie jest profesorem emerytowanym w Centrum Astronomicznym im. Mikołaja Kopernika. Interesuje się głównie budową i ewolucją gwiazd i ciasnymi układami podwójnymi gwiazd.
Opublikował ponad 100 prac, które łącznie były cytowane ponad 1000 razy.
W latach 1991–1997 i 2004–2008 członek Komitetu Badań Naukowych a następnie Rady Nauki (przy MNiSW).
W latach 2005–2006 Przewodniczący Grupy Ekspertów Astronomii ESFRI (European Strategy Forum for Research Infrastructure) przy Komisji Europejskiej w Brukseli.
W 1975 roku był laureatem nagrody młodych Polskiego Towarzystwa Astronomicznego.

## Niektóre publikacje naukowe
- 2015, On the formation and evolution of the first Be star in a black hole binary MWC 656, MNRAS, 2015, 452, 2773, M. Grudzińska, K. Belczyński, J. Casares, S.E. de Mink, J. Ziółkowski, I. Negueruela, M. Ribo, I. Ribas, J.M. Paredes, A. Herrero, M. Benacquista
- 2014, Determination of the masses of the components of the HDE 226868/Cyg X-1 binary system, MNRAS, 2014, 440L, 61, Janusz Ziółkowski
- 2013, Population of Black Holes in the Milky Way and in the Magellanic Clouds, Acta Politechnica, 2013, 53, 665, Janusz Ziółkowski
- 2011, Evolutionary models of the optical component of the LMC X-1/Star 32 binary system, MNRAS, 2011, 418, 2381, Janusz Ziółkowski
- 2010, Population of Galactic black holes, MmSAI, 2010, 81, 294, Janusz Ziółkowski
- 2009, On the Apparent Lack of Be X-Ray Binaries with Black Holes, ApJ, 2009, 707, 870, Krzysztof Belczyński, Janusz Ziółkowski
- 2008, Masses of Black Holes in the Universe, Chinese Journal of Astronomy and Astrophysics, 2008, 8, 273, Janusz Ziółkowski
- 2006, Consistency of the black hole mass determination in AGN from the reverberation and the X-ray excess variance method, MNRAS, 2006, 370, 1534, Marek Nikołajuk, Bożena Czerny, Janusz Ziółkowski, Marek Gierliński
- 2006, News from Cyg X-1 and other Galactic Black Holes, Chinese Journal of Astronomy and Astrophysics, 2006, 6, Suppl. 1, 228-236, 2006, Janusz  Ziółkowski,
- 2005, Galactic Collapsed Objects, Conference Proceedings, Italian Physical Society, Bologna, 2005, vol. 90, 335-348, 2005, Janusz  Ziółkowski,
- 2005, Evolutionary constraints on the masses of the components of the HDE 226868/Cyg X-1 binary system, MNRAS, 2005, 358, 851, Janusz Ziółkowski